# Polydesmus dadayi
Polydesmus dadayi är en mångfotingart som beskrevs av Filippo Silvestri 1895. Polydesmus dadayi ingår i släktet Polydesmus och familjen plattdubbelfotingar. Inga underarter finns listade i Catalogue of Life.